# Großer Preis von Argentinien 1973
Der Große Preis von Argentinien 1973 (offiziell X Gran Premio de la Republica Argentina) fand am 28. Januar auf dem Autódromo Municipal Ciudad de Buenos Aires in Buenos Aires statt und war das erste Rennen der Automobil-Weltmeisterschaft 1973.

## Berichte

### Hintergrund
Wie im Vorjahr wurde der Große Preis von Argentinien bereits im Januar ausgetragen. Aufgrund politischer Unstimmigkeiten war das Rennen zunächst abgesagt, dann jedoch kurzfristig wieder angekündigt worden. Das Teilnehmerfeld war dementsprechend gering. Die meisten Teams traten mit zwei Wagen an.
Bezüglich der Fahrerbesetzungen gab es einige Wechsel im Vergleich zur Saison 1972 festzustellen. Die wohl bemerkenswerteste Neuigkeit war die Verpflichtung von Ronnie Peterson als Stammfahrer bei Lotus neben dem amtierenden Weltmeister Emerson Fittipaldi. Petersons Platz bei March wurde von Jean-Pierre Jarier eingenommen. Man entschloss sich dazu, die gesamte Saison nur mit einem einzigen Werkswagen zu bestreiten, nachdem der zweite Werksfahrer des Vorjahres, Niki Lauda, zu B.R.M. gewechselt war, wo er Teamkollege des von Ferrari stammenden Clay Regazzoni und des bereits etablierten Stammfahrers Jean-Pierre Beltoise wurde.
Mike Beuttler startete weiterhin in einem privat eingesetzten March. Die Teams Tyrrell und McLaren behielten die Stammbesetzungen des Vorjahres bei.
Bei Ferrari wurde Arturo Merzario nach zwei Gastauftritten im Vorjahr nun als Stammfahrer neben Jacky Ickx verpflichtet, um Regazzoni zu ersetzen. Auf einen dritten Werksfahrer verzichtete man in diesem Jahr. Brabham-Chef Bernie Ecclestone verjüngte sein Team ebenfalls zunächst von dreien auf zwei Stammfahrer, wobei Graham Hill das Nachsehen hatte.
Howden Ganley wurde Stammfahrer bei Frank Williams Racing Cars, wo ein neuer Versuch getätigt wurde, sich mit eigenen Wagen vom Kunden- zum Werksteam zu entwickeln. Zu diesem Zweck wurden mit Unterstützung des italienischen Unternehmens Iso Rivolta und der Zigarettenmarke Marlboro zwei Formel-1-Fahrzeuge entwickelt und hergestellt. Den zweiten Wagen besetzte Frank Williams für einige Rennen mit Nanni Galli. Dessen Platz bei Tecno nahm Chris Amon ein, der sich nach dem Rückzug von Matra ein neues Cockpit suchen musste. Zu den ersten Rennen des Jahres trat das Team allerdings nicht an.

### Training
Regazzoni sicherte sich mit seiner während der vierten Trainingseinheit erzielten schnellsten Rundenzeit die Pole-Position und teilte sich daraufhin die erste Startreihe mit Fittipaldi. Dahinter qualifizierten sich Ickx, Jackie Stewart, Peterson und François Cevert.

### Rennen
Cevert, Fittipaldi und Regazzoni erreichten nach dem Start gleichzeitig die erste Kurve. Der vom sechsten Platz gestartete Franzose konnte sich zunächst durchsetzen und die Führung übernehmen, musste sie allerdings bereits in der zweiten Kurve an Regazzoni abgeben.
Bis zur 29. Runde blieb diese Reihenfolge konstant. Dann gelang es Cevert, sich wieder an die Spitze zu setzen, da Regazzoni mit abgenutzten Reifen zu kämpfen hatte. Inzwischen hatte sich Stewart nach vorn gearbeitet und konnte in Runde 32 den zweiten Platz von Regazzoni übernehmen. Auch Fittipaldi und Peterson konnten Regazzoni überholen und das Tempo der Spitzengruppe halten.
Bis zur Runde 68 änderte sich nichts an der Reihenfolge der ersten Vier. Dann allerdings musste Peterson wegen eines Motorproblems aufgeben. Kurz darauf bekam Stewart Reifenprobleme und musste Fittipaldi in Runde 76 den zweiten Rang überlassen. Dieser holte daraufhin den führenden Cevert ein und konnte ihn schließlich in Runde 86 nach einem spannenden Duell überholen.

## Meldeliste
| Team                           | Nr. | Fahrer               | Chassis           | Motor                    | Reifen |
| ------------------------------ | --- | -------------------- | ----------------- | ------------------------ | ------ |
| John Player Team Lotus         | 02  | Emerson Fittipaldi   | Lotus 72D         | Ford Cosworth DFV 3.0 V8 | G      |
| John Player Team Lotus         | 04  | Ronnie Peterson      | Lotus 72D         | Ford Cosworth DFV 3.0 V8 | G      |
| Elf Team Tyrrell               | 06  | Jackie Stewart       | Tyrrell 005       | Ford Cosworth DFV 3.0 V8 | G      |
| Elf Team Tyrrell               | 08  | François Cevert      | Tyrrell 006       | Ford Cosworth DFV 3.0 V8 | G      |
| Motor Racing Developments      | 10  | Carlos Reutemann     | Brabham BT37      | Ford Cosworth DFV 3.0 V8 | G      |
| Motor Racing Developments      | 12  | Wilson Fittipaldi    | Brabham BT37      | Ford Cosworth DFV 3.0 V8 | G      |
| Yardley Team McLaren           | 14  | Denis Hulme          | McLaren M19C      | Ford Cosworth DFV 3.0 V8 | G      |
| Yardley Team McLaren           | 16  | Peter Revson         | McLaren M19C      | Ford Cosworth DFV 3.0 V8 | G      |
| Scuderia Ferrari SpA SEFAC     | 18  | Jacky Ickx           | Ferrari 312B2     | Ferrari 001/1 3.0 F12    | G      |
| Scuderia Ferrari SpA SEFAC     | 20  | Arturo Merzario      | Ferrari 312B2     | Ferrari 001/1 3.0 F12    | G      |
| Clarke-Mordaunt-Guthrie Racing | 22  | Mike Beuttler        | March 721G        | Ford Cosworth DFV 3.0 V8 | G      |
| STP March Racing Team          | 24  | Jean-Pierre Jarier   | March 721G        | Ford Cosworth DFV 3.0 V8 | G      |
| Brooke Bond Oxo Team Surtees   | 26  | Mike Hailwood        | Surtees TS14A     | Ford Cosworth DFV 3.0 V8 | F      |
| Brooke Bond Oxo Team Surtees   | 28  | Carlos Pace          | Surtees TS14A     | Ford Cosworth DFV 3.0 V8 | F      |
| Marlboro B.R.M.                | 30  | Jean-Pierre Beltoise | BRM P160D         | BRM P142 3.0 V12         | F      |
| Marlboro B.R.M.                | 32  | Clay Regazzoni       | BRM P160D         | BRM P142 3.0 V12         | F      |
| Marlboro B.R.M.                | 34  | Niki Lauda           | BRM P160C         | BRM P142 3.0 V12         | F      |
| Frank Williams Racing Cars     | 36  | Nanni Galli          | Iso-Marlboro FX3B | Ford Cosworth DFV 3.0 V8 | F      |
| Frank Williams Racing Cars     | 38  | Howden Ganley        | Iso-Marlboro FX3B | Ford Cosworth DFV 3.0 V8 | F      |

## Klassifikationen

### Startaufstellung
| Pos. | Fahrer               | Konstrukteur | Zeit    | Ø-Geschwindigkeit | Start |
| ---- | -------------------- | ------------ | ------- | ----------------- | ----- |
| 01   | Clay Regazzoni       | B.R.M.       | 1:10,54 | 170,712 km/h      | 01    |
| 02   | Emerson Fittipaldi   | Lotus-Ford   | 1:10,84 | 169,989 km/h      | 02    |
| 03   | Jacky Ickx           | Ferrari      | 1:11,01 | 169,582 km/h      | 03    |
| 04   | Jackie Stewart       | Tyrrell-Ford | 1:11,03 | 169,534 km/h      | 04    |
| 05   | Ronnie Peterson      | Lotus-Ford   | 1:11,06 | 169,462 km/h      | 05    |
| 06   | François Cevert      | Tyrrell-Ford | 1:11,46 | 168,514 km/h      | 06    |
| 07   | Jean-Pierre Beltoise | B.R.M.       | 1:11,48 | 168,467 km/h      | 07    |
| 08   | Denis Hulme          | McLaren-Ford | 1:11,70 | 167,950 km/h      | 08    |
| 09   | Carlos Reutemann     | Brabham-Ford | 1:12,08 | 167,064 km/h      | 09    |
| 10   | Mike Hailwood        | Surtees-Ford | 1:12,13 | 166,949 km/h      | 10    |
| 11   | Peter Revson         | McLaren-Ford | 1:12,22 | 166,741 km/h      | 11    |
| 12   | Wilson Fittipaldi    | Brabham-Ford | 1:12,33 | 166,487 km/h      | 12    |
| 13   | Niki Lauda           | B.R.M.       | 1:12,39 | 166,349 km/h      | 13    |
| 14   | Arturo Merzario      | Ferrari      | 1:12,54 | 166,005 km/h      | 14    |
| 15   | Carlos Pace          | Surtees-Ford | 1:12,80 | 165,412 km/h      | 15    |
| 16   | Nanni Galli          | Iso-Ford     | 1:13,97 | 162,796 km/h      | 16    |
| 17   | Jean-Pierre Jarier   | March-Ford   | 1:14,27 | 162,138 km/h      | 17    |
| 18   | Mike Beuttler        | March-Ford   | 1:15,15 | 160,240 km/h      | 18    |
| 19   | Howden Ganley        | Iso-Ford     | 1:15,29 | 159,942 km/h      | 19    |

### Rennen
| Pos. | Fahrer               | Konstrukteur | Runden | Stopps | Zeit       | Start | Schnellste Runde |
| ---- | -------------------- | ------------ | ------ | ------ | ---------- | ----- | ---------------- |
| 01   | Emerson Fittipaldi   | Lotus-Ford   | 96     | 0      | 1:56:18,22 | 02    | 1:11,22          |
| 02   | François Cevert      | Tyrrell-Ford | 96     | 0      | + 4,69     | 06    | 1:11,07          |
| 03   | Jackie Stewart       | Tyrrell-Ford | 96     | 0      | + 33,19    | 04    | 1:11,94          |
| 04   | Jacky Ickx           | Ferrari      | 96     | 0      | + 42,57    | 03    | 1:11,90          |
| 05   | Denis Hulme          | McLaren-Ford | 95     | 0      | + 1 Runde  | 08    | 1:12,54          |
| 06   | Wilson Fittipaldi    | Brabham-Ford | 95     | 0      | + 1 Runde  | 12    | 1:13,08          |
| 07   | Clay Regazzoni       | B.R.M.       | 93     | 1      | + 3 Runden | 01    | 1:11,46          |
| 08   | Peter Revson         | McLaren-Ford | 92     | 1      | + 4 Runden | 11    | 1:12,37          |
| 09   | Arturo Merzario      | Ferrari      | 92     | 0      | + 4 Runden | 14    | 1:13,88          |
| 10   | Mike Beuttler        | March-Ford   | 90     | 0      | DNF        | 18    | 1:15,18          |
| –    | Jean-Pierre Jarier   | March-Ford   | 84     | 0      | DNF        | 17    | 1:14,25          |
| –    | Jean-Pierre Beltoise | B.R.M.       | 79     | 0      | DNF        | 07    | 1:12,09          |
| –    | Howden Ganley        | Iso-Ford     | 79     | 0      | NC         | 19    | 1:15,15          |
| –    | Ronnie Peterson      | Lotus-Ford   | 67     | 0      | DNF        | 05    | 1:12,07          |
| –    | Niki Lauda           | B.R.M.       | 66     | 0      | DNF        | 13    | 1:13,07          |
| –    | Carlos Reutemann     | Brabham-Ford | 16     | 0      | DNF        | 09    | 1:12,98          |
| –    | Mike Hailwood        | Surtees-Ford | 10     | 0      | DNF        | 10    | 1:13,75          |
| –    | Carlos Pace          | Surtees-Ford | 10     | 0      | DNF        | 15    | 1:13,57          |
| –    | Nanni Galli          | Iso-Ford     | 0      | 0      | DNF        | 16    | –                |

## WM-Stände nach dem Rennen
Die ersten sechs des Rennens bekamen 9, 6, 4, 3, 2 bzw. 1 Punkt(e). In der Konstrukteurswertung zählten nur die Punkte des bestplatzierten Fahrers eines Teams. Es zählten nur die besten sieben Ergebnisse aus den ersten acht Rennen und die besten sechs aus den letzten sieben Rennen.

### Fahrerwertung
| Pos. | Fahrer             | Konstrukteur | Punkte |
| ---- | ------------------ | ------------ | ------ |
| 01   | Emerson Fittipaldi | Lotus-Ford   | 9      |
| 02   | François Cevert    | Tyrrell-Ford | 6      |
| 03   | Jackie Stewart     | Tyrrell-Ford | 4      |
| 04   | Jacky Ickx         | Ferrari      | 3      |
| 05   | Denis Hulme        | McLaren-Ford | 2      |
| 06   | Wilson Fittipaldi  | Brabham-Ford | 1      |
| 07   | Clay Regazzoni     | B.R.M.       | 0      |
| 08   | Peter Revson       | McLaren-Ford | 0      |
| 09   | Arturo Merzario    | Ferrari      | 0      |
| 10   | Mike Beuttler      | March-Ford   | 0      |

| Pos. | Fahrer               | Konstrukteur | Punkte |
| ---- | -------------------- | ------------ | ------ |
| –    | Jean-Pierre Jarier   | March-Ford   | 0      |
| –    | Jean-Pierre Beltoise | B.R.M.       | 0      |
| –    | Howden Ganley        | Iso-Ford     | 0      |
| –    | Ronnie Peterson      | Lotus-Ford   | 0      |
| –    | Niki Lauda           | B.R.M.       | 0      |
| –    | Carlos Reutemann     | Brabham-Ford | 0      |
| –    | Mike Hailwood        | Surtees-Ford | 0      |
| –    | Carlos Pace          | Surtees-Ford | 0      |
| –    | Nanni Galli          | Iso-Ford     | 0      |

### Konstrukteurswertung
| Pos. | Konstrukteur | Punkte |
| ---- | ------------ | ------ |
| 01   | Lotus-Ford   | 9      |
| 02   | Tyrrell-Ford | 6      |
| 03   | Ferrari      | 3      |
| 04   | McLaren-Ford | 2      |
| 05   | Brabham-Ford | 1      |

| Pos. | Konstrukteur | Punkte |
| ---- | ------------ | ------ |
| 06   | B.R.M.       | 0      |
| 07   | March-Ford   | 0      |
| –    | Iso-Ford     | 0      |
| –    | Surtees-Ford | 0      |